# Переулок Обуха
Переу́лок О́буха — улица в центре Москвы в Таганском районе между улицами Воронцово Поле и Земляной Вал.

## Происхождение названия
Получил название 12 марта 1954 года по соседней улице Обуха (ныне улица Воронцово Поле), называвшейся так в 1935—1994 годах в честь большевика, доктора В. А. Обуха, заведовавшего здравоохранением в Москве. Прежнее название — Кривогрузинский переулок — содержало указание на конфигурацию переулка и было дано в 1922 году при ликвидации одноимённости московских названий. До этого назывался Грузинским — по приделу Грузинской иконы Божией Матери храма Покрова Богородицы XVII века.

## Описание
Переулок Обуха начинается от улицы Воронцово Поле, проходит на юго-восток, затем поворачивает на восток и выходит на Земляной Вал напротив дома 48.

## Здания и сооружения
По нечётной стороне:
- № 5, строение 1 — бывшая Евангелическая больница (архитектор О. В. Дессин), лечебное заведение для оказания помощи бедным евангелических приходов. В 1923 году здание занял Институт профессиональных болезней Мосздравотдела, который неоднократно менял своё название[2], а в 1953 году — НИИ мозга АМН СССР, в настоящее время — Отдел исследований мозга Научного центра неврологии. Выявленный объект культурного наследия[3].
- № 5, строение 2 — Новый корпус Института по изучению профессиональных болезней имени В. А. Обуха. Построен в 1926—1927 годах[2]. В настоящее время — Отдел исследований мозга Научного центра неврологии.
- № 5, строение 3 — бывшая часовня Евангелической больницы. Построена в 1917 году, архитектор О. В. Дессин[4][5].
- № 7, строение 1 — двухэтажный дом 1885 года постройки, соединён с домом № 5, стр. 2 переходом на уровне второго этажа. В настоящее время — Отдел исследований мозга Научного центра неврологии.
- № 7, строение 3 — двухэтажный дом 1890 года постройки.

По чётной стороне:
- № 6 — Представительство ООН: Управление верховного комиссара ООН по делам беженцев, Всемирная продовольственная программа ООН.

## Улица в фильмах
- В переулке был снят один из эпизодов фильма «Миссия невыполнима: Протокол Фантом».
- В переулке находилась секретная лаборатория в фильме С. В. Лобана «Пыль».
- В переулке снимали фильм С. Басковой «Кокки — бегущий доктор».